# Argoat
Con il termine argoat si descrive l'interno della penisola francese della Bretagna.
Il nome è celtico e significa appunto terra dell'interno, o "dei boschi", in contrapposizione ad armoar, che significa marina, quindi "terre sul mare".
L'antico nome dell'attuale Bretagna era Armorica, poiché la caratteristica più importante di questa terra è l'essere penisola. Ma la componente interna boschiva è viva e stabile e vivace tanto quanto quella marina.
La contrapposizione tra le due regioni è sia geografica che economica (per esempio si allevano prevalentemente bovini all'interno e ovini sulla costa). Non esiste un confine preciso di separazione, la terra si coltiva quasi ai limiti del mare, e questi, in caso di alta marea, può raggiungere presto l'interno.

## Etimologia
Il termine francese proviene dalla parola bretone argoad, composta dagli elementi ar- e koad. Il prefisso ar- significa "vicino a". La testimonianza più antica citata dal Dictionnaire diachronique du breton con le forme Argoad e Argoët risale al 1716.
Il sostantivo maschile koad (nella grafia moderna unificata) significa "bosco" (nel senso di "piccola foresta"). Questa parola è mutata per lenizione in goad dopo il prefisso ar-, ma si possono trovare forme non mutate come Arcoat. Il francese utilizza -t finale invece di -d, per ragioni fonetiche.
La parola Armor è composta allo stesso modo: ar- e mor ("mare").

## Delimitazione e definizioni
Secondo il Dictionnaire françois celtique ou françois breton del 1732, An-argoëd o, nel Vannetese, ar coët indica la "pianura" o il "paese sotto il bosco che non è vicino al mare". Il Dictionnaire de la langue bretonne del 1752 definisce il significato di An-Argoat (con an- che è l'articolo definito) anche come l'opposizione a an-ar-vor, "il paese marittimo", "la costa" (Arvor è una variante di Armor). Così, i suoi abitanti, gli argôeder o argoder, sono abitanti della pianura, anche se Argoat significa letteralmente la foresta. L'autore del dizionario aveva rilevato questa espressione in "Cornovaglia e altrove". Questa interpretazione è ripresa nel 1850 nel Dictionnaire breton-français di Le Gonidec. Anche il Devri definisce Argoad in opposizione a Arvor o Armor, "la parte marittima, il litorale della Bretagna".
Il confine tra Armor e Argoat è sfocato: a quale distanza dal litorale termina l'influenza del mare? Il cuore dell'Argoat è più evidente da delimitare, tra l'asse dei Monti d'Arrée, prolungato dai Monti del Mené a nord, e quello delle Montagne Nere, prolungato dalle Lande di Lanvaux a sud, ma l'Argoat si estende oltre lo spazio racchiuso da queste linee di cresta. Sul lato est, bisogna escludere il Bacino di Rennes (o considerare come limite orientale il confine linguistico con il Paese gallo?), mentre a ovest è necessario includere nell'Argoat una parte importante del Bacino di Châteaulin. Una buona metà del dipartimento delle Côtes-d'Armor, nonostante il nome, fa parte dell'Argoat.
Secondo Louis Gallouédec e Fernand Maurette, "l’Argoat (paese dei boschi) [è] limitato a nord e a sud da due rilievi collinari e altipiani paralleli alle coste: Menez e Monti d'Arrée a nord, Montagna Nera e Lande di Lanvaux a sud, formati da granito e micascisto e da arenaria dura, coperti di lande sterili. Tra essi si allunga una regione più o meno depressa, formata da terreni primari generalmente meno duri, scisti o argille, coperti o di foreste, nell'altopiano di Rohan, o di boscaglie, nei bacini di Rennes e Châteaulin".
Francis Gourvil scrive che "la nozione di Argoat non implica alcuna particolarità linguistica, etnica o storica" e che "si passa gradualmente dall'Armor a questo Argoat che non comincia e non finisce in nessun luogo. Tuttavia, il cambiamento nel paesaggio è relativamente netto (...)".
Secondo Charles Floquet, il Poutrocoët era una vasta regione della Bretagna centrale, occupando tutta la zona che si estende da est a ovest da Montfort-sur-Meu a Rostrenen, per una lunghezza di 100-120 chilometri, e da nord a sud, da Corlay a Camors, per una larghezza di circa cinquanta chilometri.

## Guerre e rivolte, rivendicazioni e proteste
Le guerre di religione e le atrocità commesse da soldati briganti come Guy Éder de la Fontenelle devastarono gran parte della Bretagna interna alla fine del XVI secolo.
L'Argoat ha anche una tradizione ribelle, dalla rivolta del "papier timbré" (nota anche come Rivolta dei berretti rossi), guidata da Sébastien Le Balp di Kergloff, al movimento dei Bonnets rouges del 2013, passando per le rivolte chouan. Ad esempio, Bois-Hardy, uno dei capi della Prima Chouannerie, quella del 1794-1795, era di Bréhand e radunava spesso i suoi uomini nel bosco di Caurel; il 24 giugno 1798, durante la Seconda Chouannerie, il capo chouan Jean Jan e il suo luogotenente Claude Lorcy furono uccisi dai "Bleus" vicino al villaggio di Kerlan a Melrand; un altro esempio: la Terza Chouannerie del 1799 interessò ampiamente la Bretagna interna, con legioni di combattenti stanziati in particolare a Bignan, La Trinité-Porhoët e Mohon, Melrand, Gourin, ecc. Inoltre, vi furono maquis e centri di resistenza (maquis di Saint-Marcel, maquis Tito, maquis di Saint-Goazec, maquis delle Montagne Nere, maquis di Coat-Mallouen, ecc.); il villaggio di Trédudon-le-Moine a Berrien è stato definito "primo villaggio resistente di Francia" contro l'occupante nazista durante la Seconda Guerra Mondiale. Il "Musée de la Résistance en Argoat", situato a Saint-Connan, presenta le azioni del maquis di Coat-Mallouen.
L'Argoat ha anche una tradizione di voto di protesta, illustrata in particolare dall'importanza del voto comunista in diverse circoscrizioni durante i decenni successivi alla Seconda Guerra Mondiale, ad esempio nelle regioni di Guingamp e Huelgoat; le manifestazioni per salvare la maternità dell'ospedale di Carhaix hanno fatto notizia anche nel 2008, così come quelle per salvare la maternità dell'ospedale di Guingamp nel 2020.
L'Argoat rimane inoltre, principalmente nel Kreiz Breizh, il principale centro di utilizzo della lingua bretone, come dimostra anche l'istituzione a Carhaix del liceo Diwan, delle tradizioni bretoni (è a Poullaouen che i festou-noz hanno cominciato a rinascere) e delle rivendicazioni autonomiste o regionaliste (ad esempio Christian Troadec a Carhaix).